# Nyitásérzékelő
A nyitásérzékelő (szakmai körökben az eredeti angol elnevezés, a reed is használatos).
Egy mágnesből és egy mágnesességre érzékeny kis kapcsolóból áll. Ha a mágnes közel van az érzékelőhöz, a kapcsoló zárt állapotban van, ha eltávolodik, a kapcsoló bont. A kapcsoló egy kis, gázzal töltött csövecskében van elhelyezve, így a kontaktusok védve vannak a környezeti behatásoktól (por, piszok, nedvesség stb.).

## Alkalmazása
Különféle vezérléstechnikákban, gépeknél a mozgó alkatrészek végállás jelzéseire, járműveknél ajtók nyitott vagy zárt állapotának visszajelzésére, riasztórendszereknél nyílászárók védelmére.

## Külső hivatkozások
- www.satel.pl